# Yosif Feigelson
Pour les articles homonymes, voir Feigelson.
Yosif Feigelson (ou Josef Feigelson, né le 14 juin 1954 à Riga) est un violoncelliste letton qui fait une carrière de soliste. Il vit actuellement aux États-Unis.
Ancien élève de Mstislav Rostropovitch et de Natalia Gutman, il est lauréat du Concours international Tchaïkovski et du Concours international Jean-Sébastien-Bach. Il a enregistré les 24 préludes et les quatre sonates de Mieczyslaw Weinberg. Il habite à Milford (Pennsylvanie).